# Медаљон (филм)
Медаљон (енгл. The Medallion), је акциона филмска комедија, у режији Гордона  Чана из 2003. године.
Еди, полицајац из Хонг Конга, доживљава незгоду са чудесним медаљоном. Тада открива да поседује натчовечанске моћи. Због тога, тражи помоћ британског агента Интерпола, како би открио тајну медаљона.

## Радња
Хонгконшки полицајац Еди Јанг успева да преживи у апсолутно безнадежној ситуацији. Његов живот спасава мистериозни магични медаљон. Ово древно одликовање даје Едију невероватну, натчовечанску моћ, претварајући га у непобедивог ратника.
Древни војни ред покушава да се дочепа моћне реликвије, а такође покушава да отме дечака који је „друга половина” медаљона (ко год се дочепа обе половине, добиће потпуну моћ над светом). Јанг, заједно са својом партнерком Никол, покушава да разоткрије мистерију медаљона, а истовремено и да се бори против чланова реда.